# Rocky Ford (Georgia)
Rocky Ford è un comune degli Stati Uniti d'America, situato nello Stato della Georgia, nella Contea di Screven.